# Dalbok Izvor
Dalbok Izvor (Bulgaars: Дълбок извор) is een dorp in Bulgarije. Het dorp is gelegen in de gemeente Parvomaï, oblast Plovdiv. Het dorp ligt hemelsbreed ongeveer 31 km ten zuidoosten van Plovdiv en 164 km ten zuidoosten van de hoofdstad Sofia.

## Bevolking
Op 31 december 2020 telde het dorp Dalbok Izvor 1.156 inwoners. Het aantal inwoners vertoont al jaren een dalende trend: in 1946 had het dorp nog 3.975 inwoners.
| Bevolkingsontwikkeling tussen 1934 en 2020          |
| --------------------------------------------------- |
|                                                     |
| Bron: Nationaal Statistisch Instituut van Bulgarije |

Het dorp wordt grotendeels bewoond door etnische Bulgaren, maar er is ook een substantiële minderheid van Roma. In de volkstelling van 2011 identificeerden 1.185 van de 1.326 ondervraagden zichzelf met de "Bulgaarse etniciteit". De overige ondervraagden identificeerden zichzelf vooral als "Roma" (125 personen, of 9,4%).
| Etnische samenstelling van de respondenten (2011) | Etnische samenstelling van de respondenten (2011) | Etnische samenstelling van de respondenten (2011) | Etnische samenstelling van de respondenten (2011) | Etnische samenstelling van de respondenten (2011) |
| ------------------------------------------------- | ------------------------------------------------- | ------------------------------------------------- | ------------------------------------------------- | ------------------------------------------------- |
|                                                   |                                                   |                                                   |                                                   |                                                   |
| Bulgaren                                          | Bulgaren                                          |                                                   | 89,4%                                             | 89,4%                                             |
| Turken                                            | Turken                                            |                                                   | 0,0%                                              | 0,0%                                              |
| Roma                                              | Roma                                              |                                                   | 9,4%                                              | 9,4%                                              |
| Anders/Onbekend                                   | Anders/Onbekend                                   |                                                   | 1,2%                                              | 1,2%                                              |